# Redux Riding Hood
Redux Riding Hood es un cortometraje animado producido por Walt Disney Television Animation estrenado en 1997. Mia Farrow (Hannah y sus Hermanas y La Semilla del Diablo), Garrison Keillor, Michael Richards (Seinfeld) y Lacey Chabert pusieron las voces de los protagonistas del filme.
Este experimento, muy distinto al tipo de trabajo que solía hacer Walt Disney Feature Animation por aquella época, estaba amenizado por una pegadiza banda sonora de jazz y se presentó a numerosos festivales de cine llegando a ganar el San Francisco Internacional Film Festival en 1998 y el World Animation Celebration en 1997. 
Además, Redux Riding Hood fue nominada a los Premios Óscar en 1998, pero la película pasó a la sombra y no se volvió a ver hasta que recientemente su director Steven Moore subió el corto a Internet.
El corto sigue las aventuras de un original Lobo Feroz en su intento desesperado por acabar con Caperucita Roja empleando una máquina del tiempo. Una versión muy poco convencional de una historia conocida por todos.